# Bebelis occulta
Bebelis occulta är en skalbaggsart som först beskrevs av Bates 1866.  Bebelis occulta ingår i släktet Bebelis och familjen långhorningar. Inga underarter finns listade.